# Lista de telenovelas reapresentadas pela TV Globo
Esta é uma lista de telenovelas reapresentadas pela TV Globo fora do Vale a Pena Ver de Novo, o tradicional programa destinado às reprises de novelas de grande sucesso da TV Globo. As telenovelas aqui apresentadas foram reapresentadas nas reprises da tarde, antes da criação do Vale a Pena Ver de Novo, e em outras faixas como na extinta Sessão Aventura.
Também constam aquelas que substituíram outras telenovelas interrompidas pela emissora em horários tradicionais, como ocorreu em 2020 devido á pandêmia da COVID-19.
As novelas Escrava Isaura e O Fim do Mundo tiveram reapresentações apenas para o Distrito Federal, Fernando de Noronha e nacionalmente via parabólica analógica, respectivamente em 1985 e 2000, enquanto o resto do país acompanha o horário político das eleições municipais para prefeitos e vereadores na faixa das 20h30, entre o Jornal Nacional e a novela das oito.
Em maio de 1974 a novela educativa João da Silva foi reprisada pela pela Globo às onze da manhã. Em 1973, a TV Educativa produziu essa obra que marcou época na TV brasileira, misto de teledramaturgia e curso supletivo de primeiro grau. Não foi a primeira novela originalmente exibida por outra emissora reprisada na TV Globo, antes ocorreu com A Pequena Órfã em 1971, após a extinção da TV Excelsior.
Em 1980, durante festival em homenagem aos 15 anos da Rede Globo, algumas novelas foram reprisadas de forma compacta em apenas um capítulo, com duração variando de 1h30 a 2h, são elas: Irmãos Coragem (1970), Selva de Pedra (1972), O Bem-Amado (1973), Escalada, Gabriela, Pecado Capital (as três de 1975), Anjo Mau, O Casarão (ambas de 1976), Dona Xepa e Locomotivas (ambas de 1977), O Astro e Dancin' Days (ambas de 1978) e Pai Herói (1979). Posteriormente, em 1990, no Festival de 25 anos da Rede Globo, duas novelas foram reprisadas com maior duração: Irmãos Coragem (1970), reprisada em compacto de 20 capítulos, e Escrava Isaura (1976), em compacto de 30 capítulos.
Segundo o pesquisador Nilson Xavier, em matéria para o site do Canal Viva, algumas novelas foram reprisadas dentro do programa TV Mulher, da Rede Globo. Entre 1980 e 1981, foram reprisadas, em forma compactada, as novelas Uma Rosa com Amor, Irmãos Coragem e Anjo Mau. As reprises entre 1982 e 1983 foram: Senhora, Escrava Isaura, Ciranda de Pedra e Chega Mais. Outras novelas foram transmitidas exclusivamente para algumas praças: como Maria Maria, para o interior de São Paulo, e O Noviço, através da RBS, para SC e RS.
Em 1986, a novela Locomotivas foi reapresentada em uma edição especial exibida no horário da novela das seis. Na época, a Globo suspendeu temporariamente as produções do horário, devido a um conflito com o Sindicato dos Artistas e Técnicos em Espetáculos de Diversões do Rio de Janeiro (SATED-RJ), que reivindicava jornada de trabalho de seis horas para seus associados.
Desde 2022, com a estreia da novela Cara e Coragem, a faixa de novelas das 19h passou a ganhar reapresentações dos capítulos exibidos no mesmo dia durante a madrugada, após o Conversa com Bial e o Supercine.

## Década de 1960
| #                | Título           | Início               | Termino               | Cap.             | Autoria          | Direção                      | Horário Original | Ano de Exibição  | Ref.             |
| Reprise da Tarde | Reprise da Tarde | Reprise da Tarde     | Reprise da Tarde      | Reprise da Tarde | Reprise da Tarde | Reprise da Tarde             | Reprise da Tarde | Reprise da Tarde | Reprise da Tarde |
| ---------------- | ---------------- | -------------------- | --------------------- | ---------------- | ---------------- | ---------------------------- | ---------------- | ---------------- | ---------------- |
| 1                | A Grande Mentira | 9 de outubro de 1968 | 16 de janeiro de 1970 | 383              | Hedy Maia        | Fábio Sabag Marlos Andreucci | 19h              | 1968-69          | [ 14 ]           |
| 2                | Rosa Rebelde     | 14 de julho de 1969  | 2 de julho de 1970    | 173              | Janete Clair     | Daniel Filho                 | 20h              | 1969             | [ 15 ]           |

## Década de 1970
| #                | Título                | Início                 | Termino                | Cap.             | Autoria               | Direção                      | Horário Original | Ano de Exibição  | Ref.             |
| Reprise da Tarde | Reprise da Tarde      | Reprise da Tarde       | Reprise da Tarde       | Reprise da Tarde | Reprise da Tarde      | Reprise da Tarde             | Reprise da Tarde | Reprise da Tarde | Reprise da Tarde |
| ---------------- | --------------------- | ---------------------- | ---------------------- | ---------------- | --------------------- | ---------------------------- | ---------------- | ---------------- | ---------------- |
| 1                | A Cabana do Pai Tomás | 19 de janeiro de 1970  | 30 de março de 1970    | 61               | Hedy Maia             | Daniel Filho                 | 19h              | 1969-70          | [ 16 ]           |
| 2                | Pigmalião 70          | 1 de abril de 1970     | 30 de novembro de 1970 | 209              | Vicente Sesso         | Régis Cardoso                | 19h              | 1970             | [ 17 ]           |
| 3                | A Próxima Atração     | 2 de dezembro de 1970  | 29 de junho de 1971    | 181              | Walther Negrão        | Régis Cardoso                | 19h              | 1970-71          | [ 18 ]           |
| 4                | A Pequena Órfã        | 19 de janeiro de 1971  | 23 de agosto de 1971   | 155              | Teixeira Filho        | Dionísio Azevedo             | 18h              | 1968-69          | [ 19 ]           |
| 5                | Meu Pedacinho de Chão | 24 de agosto de 1971   | 17 de maio de 1972     | 193              | Benedito Ruy Barbosa  | Dionísio Azevedo             | 18h              | 1971-72          | [ 20 ]           |
| 6                | O Primeiro Amor       | 18 de maio de 1972     | 28 de março de 1973    | 225              | Walther Negrão        | Walther Negrão Régis Cardoso | 19h              | 1972             | [ 21 ]           |
| 7                | Uma Rosa com Amor     | 29 de março de 1973    | 25 de janeiro de 1974  | 217              | Vicente Sesso         | Wálter Campos                | 19h              | 1972-73          | [ 21 ]           |
| 8                | Carinhoso             | 28 de janeiro de 1974  | 13 de setembro de 1974 | 165              | Lauro César Muniz     | Daniel Filho                 | 19h              | 1973-74          | [ 22 ]           |
| 9                | Helena                | 8 de março de 1976     | 2 de abril de 1976     | 20               | Gilberto Braga        | Herval Rossano               | 18h              | 1975             | [ 23 ]           |
| 10               | Senhora               | 5 de abril de 1976     | 23 de julho de 1976    | 80               | Gilberto Braga        | Herval Rossano               | 18h              | 1975             | [ 24 ]           |
| 11               | O Noviço              | 26 de julho de 1976    | 20 de agosto de 1976   | 20               | Mário Lago            | Herval Rossano               | 18h              | 1975             | [ 25 ]           |
| 12               | A Moreninha           | 23 de agosto de 1976   | 10 de dezembro de 1976 | 80               | Marcos Rey            | Herval Rossano               | 18h              | 1975-76          | [ 26 ]           |
| 13               | Vejo a Lua no Céu     | 12 de dezembro de 1976 | 29 de abril de 1977    | 100              | Silvan Paezzo         | Herval Rossano               | 18h              | 1976             | [ 27 ]           |
| 14               | O Feijão e o Sonho    | 2 de maio de 1977      | 26 de agosto de 1977   | 85               | Benedito Ruy Barbosa  | Herval Rossano               | 18h              | 1976             | [ 28 ]           |
| 15               | Escrava Isaura        | 29 de agosto de 1977   | 16 de janeiro de 1978  | 101              | Gilberto Braga        | Herval Rossano               | 18h              | 1976-77          | [ 29 ]           |
| 16               | Locomotivas           | 17 de janeiro de 1978  | 19 de setembro de 1978 | 170              | Cassiano Gabus Mendes | Régis Cardoso                | 19h              | 1977             | [ 30 ]           |
| 17               | Carinhoso             | 20 de setembro de 1978 | 18 de maio de 1979     | 173              | Lauro César Muniz     | Daniel Filho                 | 19h              | 1973-74          | [ 22 ]           |
| 18               | Estúpido Cupido       | 21 de maio de 1979     | 1 de janeiro de 1980   | 162              | Mário Prata           | Régis Cardoso                | 19h              | 1976-77          | [ 31 ]           |
| Edição Especial  |                       |                        |                        |                  |                       |                              |                  |                  |                  |
| 1                | Selva de Pedra        | 25 de agosto de 1975   | 22 de novembro de 1975 | 120              | Janete Clair          | Daniel Filho                 | 20h              | 1972-73          | [ 12 ]           |
| 2                | O Bem-Amado           | 3 de janeiro de 1977   | 25 de junho de 1977    | 78               | Dias Gomes            | Régis Cardoso                | 22h              | 1973             | [ 34 ]           |
| 3                | Gabriela              | 29 de janeiro de 1979  | 18 de maio de 1979     | 79               | Walter George Durst   | Walter Avancini              | 22h              | 1975             | [ 35 ]           |
| 4                | Escrava Isaura        | 17 de dezembro de 1979 | 19 de janeiro de 1980  | 30               | Gilberto Braga        | Herval Rossano               | 18h              | 1976-77          | [ 36 ]           |

## Década de 1980
| #                                                                                  | Título                 | Início                 | Termino                 | Cap.             | Autoria                            | Direção                    | Horário Original | Ano de Exibição  | Ref.             |
| Reprise da Tarde                                                                   | Reprise da Tarde       | Reprise da Tarde       | Reprise da Tarde        | Reprise da Tarde | Reprise da Tarde                   | Reprise da Tarde           | Reprise da Tarde | Reprise da Tarde | Reprise da Tarde |
| ---------------------------------------------------------------------------------- | ---------------------- | ---------------------- | ----------------------- | ---------------- | ---------------------------------- | -------------------------- | ---------------- | ---------------- | ---------------- |
| 1                                                                                  | À Sombra dos Laranjais | 7 de janeiro de 1980   | 2 de maio de 1980       | 80               | Benedito Ruy Barbosa Sylvan Paezzo | Herval Rossano             | 18h              | 1977             | [ 37 ]           |
| Sessão Aventura                                                                    |                        |                        |                         |                  |                                    |                            |                  |                  |                  |
| 1                                                                                  | Guerra dos Sexos       | 2 de janeiro de 1989   | 2 de junho de 1989      | 107              | Silvio de Abreu                    | Paulo Ubiratan             | 19h              | 1983-84          | [ 38 ]           |
| 2                                                                                  | Que Rei Sou Eu?        | 23 de outubro de 1989  | 29 de dezembro de 1989  | 45               | Cassiano Gabus Mendes              | Jorge Fernando             | 19h              | 1989             | [ 39 ]           |
| Edição Especial                                                                    |                        |                        |                         |                  |                                    |                            |                  |                  |                  |
| 1                                                                                  | Duas Vidas             | 5 de janeiro de 1981   | 30 de janeiro de 1981   | 20               | Janete Clair                       | Daniel Filho               | 20h              | 1976-1977        | [ 40 ]           |
| 2                                                                                  | O Astro                | 2 de fevereiro de 1981 | 3 de abril de 1981      | 45               | Janete Clair                       | Daniel Filho Gonzaga Blota | 20h              | 1977-1978        | [ 41 ]           |
| 3                                                                                  | Pecado Capital         | 4 de janeiro de 1982   | 23 de abril de 1982     | 73               | Janete Clair                       | Daniel Filho               | 20h              | 1975-1976        | [ 42 ]           |
| 4                                                                                  | Gabriela               | 15 de junho de 1982    | 2 de julho de 1982      | 12               | Walter George Durst                | Walter Avancini            | 22h              | 1975             | [ 35 ]           |
| 5                                                                                  | Dancin' Days           | 4 de outubro de 1982   | 17 de dezembro de 1982  | 50               | Gilberto Braga                     | Daniel Filho               | 20h              | 1978-79          | [ 43 ]           |
| 6                                                                                  | O Casarão              | 21 de março de 1983    | 9 de abril de 1983      | 18               | Lauro César Muniz                  | Daniel Filho               | 20h              | 1976             | [ 12 ]           |
| 7                                                                                  | Locomotivas            | 17 de novembro de 1986 | 14 de fevereiro de 1987 | 78               | Cassiano Gabus Mendes              | Régis Cardoso              | 19h              | 1977             | [ 12 ]           |
| Reprise apenas para o Distrito Federal, Fernando de Noronha e parabólica analógica |                        |                        |                         |                  |                                    |                            |                  |                  |                  |
| 1                                                                                  | Escrava Isaura         | 13 de setembro de 1985 | 13 de novembro de 1985  | 53               | Gilberto Braga                     | Herval Rossano             | 18h              | 1976-77          | [ 36 ]           |

## Década de 1990
| #                            | Título          | Início                | Termino               | Cap.            | Autoria                            | Direção                       | Horário Original | Ano de Exibição | Ref.            |
| Sessão Aventura              | Sessão Aventura | Sessão Aventura       | Sessão Aventura       | Sessão Aventura | Sessão Aventura                    | Sessão Aventura               | Sessão Aventura  | Sessão Aventura | Sessão Aventura |
| ---------------------------- | --------------- | --------------------- | --------------------- | --------------- | ---------------------------------- | ----------------------------- | ---------------- | --------------- | --------------- |
| 1                            | Roque Santeiro  | 1 de julho de 1991    | 3 de janeiro de 1992  | 135             | Dias Gomes Aguinaldo Silva         | Paulo Ubiratan                | 20h              | 1985-86         | [ 39 ]          |
| 2                            | Vamp            | 4 de janeiro de 1993  | 2 de julho de 1993    | 130             | Antônio Calmon                     | Jorge Fernando                | 19h              | 1991-92         | [ 48 ]          |
| Festival 25 Anos da TV Globo |                 |                       |                       |                 |                                    |                               |                  |                 |                 |
| 1                            | Irmãos Coragem  | 23 de abril de 1990   | 18 de maio de 1990    | 20              | Janete Clair                       | Daniel Filho Milton Gonçalves | 20h              | 1970-71         | [ 8 ]           |
| 2                            | Escrava Isaura  | 3 de setembro de 1990 | 12 de outubro de 1990 | 30              | Gilberto Braga                     | Herval Rossano                | 18h              | 1976-77         | [ 8 ]           |
| Edição especial – Malhação   |                 |                       |                       |                 |                                    |                               |                  |                 |                 |
| 1                            | Malhação 1995   | 1 de janeiro de 1996  | 1 de março de 1996    | 44              | Andréa Maltarolli Emanuel Jacobina | Roberto Talma Gonzaga Blota   | 17h30            | 1995            | [ 49 ]          |
| 2                            | Malhação 1996   | 6 de janeiro de 1997  | 28 de março de 1997   | 60              | Andréa Maltarolli Emanuel Jacobina | Flávio Colatrello Jr.         | 17h30            | 1996–97         | [ 50 ]          |

## Década de 2000
Neste período a emissora não reprisou nenhuma telenovela em rede nacional fora da sessão de reprises Vale a Pena Ver de Novo.
| #                                                                                  | Título                                                                             | Início                                                                             | Termino                                                                            | Cap.                                                                               | Autoria                                                                            | Direção                                                                            | Horário Original                                                                   | Ano de Exibição                                                                    | Ref.                                                                               |
| Reprise apenas para o Distrito Federal, Fernando de Noronha e parabólica analógica | Reprise apenas para o Distrito Federal, Fernando de Noronha e parabólica analógica | Reprise apenas para o Distrito Federal, Fernando de Noronha e parabólica analógica | Reprise apenas para o Distrito Federal, Fernando de Noronha e parabólica analógica | Reprise apenas para o Distrito Federal, Fernando de Noronha e parabólica analógica | Reprise apenas para o Distrito Federal, Fernando de Noronha e parabólica analógica | Reprise apenas para o Distrito Federal, Fernando de Noronha e parabólica analógica | Reprise apenas para o Distrito Federal, Fernando de Noronha e parabólica analógica | Reprise apenas para o Distrito Federal, Fernando de Noronha e parabólica analógica | Reprise apenas para o Distrito Federal, Fernando de Noronha e parabólica analógica |
| ---------------------------------------------------------------------------------- | ---------------------------------------------------------------------------------- | ---------------------------------------------------------------------------------- | ---------------------------------------------------------------------------------- | ---------------------------------------------------------------------------------- | ---------------------------------------------------------------------------------- | ---------------------------------------------------------------------------------- | ---------------------------------------------------------------------------------- | ---------------------------------------------------------------------------------- | ---------------------------------------------------------------------------------- |
| 1                                                                                  | O Fim do Mundo                                                                     | 15 de agosto de 2000                                                               | 29 de setembro de 2000                                                             | 40                                                                                 | Dias Gomes                                                                         | Paulo Ubiratan                                                                     | 20h                                                                                | 1995                                                                               | [ 51 ]                                                                             |

## Década de 2020

### Edição Especial
Representações exibidas durante o período da Pandemia de COVID-19 no Brasil, que ocasionou na interrupção das gravações das novelas. No caso de Amor de Mãe e Salve-se Quem Puder, as representações fazem parte de uma coletânea de melhores momentos da primeira parte antes da interrupção, sendo a primeira um compacto narrado pelos atores.
| #               | Título                     | Inicio                 | Termino                 | Cap.            | Autoria                           | Direção              | Ano de Exibição | Ref.            |                 |
| Novela das seis | Novela das seis            | Novela das seis        | Novela das seis         | Novela das seis | Novela das seis                   | Novela das seis      | Novela das seis | Novela das seis | Novela das seis |
| --------------- | -------------------------- | ---------------------- | ----------------------- | --------------- | --------------------------------- | -------------------- | --------------- | --------------- | --------------- |
| 1               | Novo Mundo                 | 30 de março de 2020    | 28 de agosto de 2020    | 131             | Thereza Falcão, Alessandro Marson | Vinícius Coimbra     | 2017            | [ 52 ]          |                 |
| 2               | Flor do Caribe             | 31 de agosto de 2020   | 26 de fevereiro de 2021 | 155             | Walther Negrão                    | Jayme Monjardim      | 2013            | [ 53 ]          |                 |
| 3               | A Vida da Gente            | 1 de março de 2021     | 6 de agosto de 2021     | 137             | Lícia Manzo                       | Jayme Monjardim      | 2011-2012       | [ 54 ]          |                 |
| Novela das sete |                            |                        |                         |                 |                                   |                      |                 |                 |                 |
| 1               | Totalmente Demais          | 30 de março de 2020    | 9 de outubro de 2020    | 167             | Rosane Svartman, Paulo Halm       | Luiz Henrique Rios   | 2015-2016       | [ 52 ]          |                 |
| 2               | Haja Coração               | 12 de outubro de 2020  | 19 de março de 2021     | 137             | Daniel Ortiz                      | Fred Mayrink         | 2016            | [ 55 ]          |                 |
| 3               | Salve-se Quem Puder        | 22 de março de 2021    | 15 de maio de 2021      | 48              | Daniel Ortiz                      | Fred Mayrink         | 2020            | [ 56 ]          |                 |
| 4               | Pega Pega                  | 19 de julho de 2021    | 19 de novembro de 2021  | 107             | Claudia Souto                     | Luiz Henrique Rios   | 2017-2018       | [ 57 ]          |                 |
| Novela das nove |                            |                        |                         |                 |                                   |                      |                 |                 |                 |
| 1               | Fina Estampa               | 23 de março de 2020    | 18 de setembro de 2020  | 155             | Aguinaldo Silva                   | Wolf Maya            | 2011-2012       | [ 52 ]          |                 |
| 2               | A Força do Querer          | 21 de setembro de 2020 | 12 de março de 2021     | 149             | Gloria Perez                      | Rogério Gomes        | 2017            | [ 58 ]          |                 |
| 3               | Amor de Mãe                | 1 de março de 2021     | 13 de março de 2021     | 12              | Manuela Dias                      | José Luiz Villamarim | 2019-2020       | [ 59 ]          |                 |
| 4               | Império                    | 12 de abril de 2021    | 5 de novembro de 2021   | 179             | Aguinaldo Silva                   | Rogério Gomes        | 2014-2015       | [ 60 ]          |                 |
| Novela das onze |                            |                        |                         |                 |                                   |                      |                 |                 |                 |
| 1               | Verdades Secretas          | 24 de agosto de 2021   | 17 de dezembro de 2021  | 69              | Walcyr Carrasco                   | Mauro Mendonça Filho | 2015            | [ 61 ]          |                 |
| Malhação        |                            |                        |                         |                 |                                   |                      |                 |                 |                 |
| 1               | Malhação: Viva a Diferença | 6 de abril de 2020     | 22 de janeiro de 2021   | 209             | Cao Hamburger                     | Paulo Silvestrini    | 2017-2018       | [ 52 ]          |                 |
| 2               | Malhação Sonhos            | 25 de janeiro de 2021  | 28 de janeiro de 2022   | 263             | Rosane Svartman, Paulo Halm       | José Alvarenga Jr    | 2014-2015       | [ 62 ]          |                 |

### Reprise da Tarde – Edição Especial
No segundo semestre de 2021, a TV Globo decidiu reformular sua programação das tardes, diminuindo espaço do Jornal Hoje e da Sessão da Tarde para a implementação de uma nova faixa de reprises de novelas. A ação também serviu como parte das comemorações dos 70 anos das telenovelas brasileiras. O horário não tem um nome próprio, com suas novelas contando com o subtítulo Edição Especial, e exibiu até 2025 tramas leves das faixas das 18h e 19h. Assim como acontece na sessão Vale a Pena Ver de Novo, a última semana de uma reprise é exibida junto com a primeira semana de sua sucessora. Até 2025, a faixa reexibiu apenas uma novela da faixa das 19h e vai reexibir uma das 20h.
| # | Título                | Inicio                           | Termino                          | Cap. | Autoria                           | Direção            | Horário Original | Ano de Exibição | Ref.                 |
| - | --------------------- | -------------------------------- | -------------------------------- | ---- | --------------------------------- | ------------------ | ---------------- | --------------- | -------------------- |
| 1 | O Cravo e a Rosa      | 6 de dezembro de 2021            | 30 de setembro de 2022           | 212  | Walcyr Carrasco, Mário Teixeira   | Dennis Carvalho    | 18h              | 2000-2001       | [ 70 ] [ 71 ] [ 72 ] |
| 2 | Chocolate com Pimenta | 26 de setembro de 2022           | 30 de junho de 2023              | 190  | Walcyr Carrasco                   | Jorge Fernando     | 18h              | 2003-2004       | [ 73 ] [ 74 ]        |
| 3 | Mulheres de Areia     | 26 de junho de 2023              | 15 de março de 2024              | 189  | Ivani Ribeiro                     | Wolf Maya          | 18h              | 1993            | [ 75 ] [ 76 ]        |
| 4 | Cheias de Charme      | 11 de março de 2024              | 30 de agosto de 2024             | 132  | Filipe Miguez, Izabel de Oliveira | Denise Saraceni    | 19h              | 2012            | [ 77 ]               |
| 5 | Cabocla               | 26 de agosto de 2024             | 14 de fevereiro de 2025          | 143  | Benedito Ruy Barbosa              | Ricardo Waddington | 18h              | 2004            | [ 78 ]               |
| 6 | História de Amor      | 10 de fevereiro de 2025          | 5 de setembro de 2025 (previsão) | 169  | Manoel Carlos                     | Ricardo Waddington | 18h              | 1995-1996       | [ 82 ]               |
| 7 | Terra Nostra          | 1 de setembro de 2025 (previsão) | A estrear                        | —    | Benedito Ruy Barbosa              | Jayme Monjardim    | 20h              | 1999-2000       | [ 83 ]               |

### Reprise da Madrugada – Rebatida da Novela das Sete
Em 2022, a TV Globo anunciou a estreia de uma faixa de reapresentações da faixa de novelas das sete, substituindo definitivamente a exibição diária do Corujão.
| # | Título         | Inicio                 | Termino                | Cap. | Autoria         | Direção           | Ref.   |
| - | -------------- | ---------------------- | ---------------------- | ---- | --------------- | ----------------- | ------ |
| 1 | Cara e Coragem | 30 de maio de 2022     | 14 de janeiro de 2023  | 197  | Claudia Souto   | Natália Grimberg  | [ 88 ] |
| 2 | Vai na Fé      | 16 de janeiro de 2023  | 12 de agosto de 2023   | 176  | Rosane Svartman | Paulo Silvestrini | [ 89 ] |
| 3 | Fuzuê          | 14 de agosto de 2023   | 2 de março de 2024     | 170  | Gustavo Reiz    | Fabrício Mamberti | [ 90 ] |
| 4 | Família é Tudo | 4 de março de 2024     | 28 de setembro de 2024 | 177  | Daniel Ortiz    | Fred Mayrink      | [ 91 ] |
| 5 | Volta por Cima | 30 de setembro de 2024 | 26 de abril de 2025    | 174  | Claudia Souto   | André Câmara      | [ 92 ] |
| 6 | Dona de Mim    | 28 de abril de 2025    | Em exibição            | —    | Rosane Svartman | Allan Fiterman    |        |